# سيبيت ندياي
سيبيت ندياي هي سياسية ومستشارة فرنسية العلاقات العامة. ولدت في داكار في 13 ديسمبر 1979 و حصلت على الجينسية الفرنسية عام 2016. شغلت منصب المتحدث باسم الحكومة الفرنسية في حكومة إدوار فيليب الثانية من مارس 2019 إلى يوليو 2020.